# Beeston with Bittering
Beeston with Bittering – civil parish w Anglii, w hrabstwie Norfolk, w dystrykcie Breckland. Leży 33 km na zachód od Norwich i 150 km na północny wschód od Londynu.
W 2001 miejscowość liczyła 505 mieszkańców.